# Dan Forrest
 (juin 2022).
 (juin 2022).
La mise en forme du texte ne suit pas les recommandations de Wikipédia : il faut le « wikifier ».
Les points d'amélioration suivants sont les cas les plus fréquents. Le détail des points à revoir est peut-être précisé sur la page de discussion.
- Les titres sont pré-formatés par le logiciel. Ils ne sont ni en capitales, ni en gras.
- Le texte ne doit pas être écrit en capitales (les noms de famille non plus), ni en gras, ni en italique, ni en « petit »…
- Le gras n'est utilisé que pour surligner le titre de l'article dans l'introduction, une seule fois.
- L'italique est rarement utilisé : mots en langue étrangère, titres d'œuvres, noms de bateaux, etc.
- Les citations ne sont pas en italique mais en corps de texte normal. Elles sont entourées par des guillemets français : « et ».
- Les listes à puces sont à éviter, des paragraphes rédigés étant largement préférés. Les tableaux sont à réserver à la présentation de données structurées (résultats, etc.).
- Les appels de note de bas de page (petits chiffres en exposant, introduits par l'outil «  Source ») sont à placer entre la fin de phrase et le point final[comme ça].
- Les liens internes (vers d'autres articles de Wikipédia) sont à choisir avec parcimonie. Créez des liens vers des articles approfondissant le sujet. Les termes génériques sans rapport avec le sujet sont à éviter, ainsi que les répétitions de liens vers un même terme.
- Les liens externes sont à placer uniquement dans une section « Liens externes », à la fin de l'article. Ces liens sont à choisir avec parcimonie suivant les règles définies. Si un lien sert de source à l'article, son insertion dans le texte est à faire par les notes de bas de page.
- La présentation des références doit suivre les conventions bibliographiques. Il est recommandé d'utiliser les modèles {{Ouvrage}}, {{Chapitre}}, {{Article}}, {{Lien web}} et/ou {{Bibliographie}}. Le mode d'édition visuel peut mettre en forme automatiquement les références.
- Insérer une infobox (cadre d'informations à droite) n'est pas obligatoire pour parachever la mise en page.

Pour une aide détaillée, merci de consulter Aide:Wikification.
Si vous pensez que ces points ont été résolus, vous pouvez retirer ce bandeau et améliorer la mise en forme d'un autre article.
Daniel Ernest Forrest Jr. (né le 7 janvier 1978 à Elmira, New York) est un compositeur, pianiste, éducateur et éditeur de musique américain. Son œuvre vocale est particulièrement vaste.

## Biographie

### Jeunesse et formation
Dan Forrest est né à Elmira, New York, et commence à prendre des cours de piano avec son professeur de musique à l'école primaire à l'âge de 8 ans. Au lycée, Forrest remporte de nombreux prix de piano, accompagne des chœurs et interprète le Concerto pour piano de Grieg avec l'Orchestre symphonique d'Elmira. Il se spécialise en piano à l'Université Bob Jones, obtenant un bachelor et un master en interprétation au piano, étudiant la théorie avancée et la composition avec Joan Pinkston et Dwight Gustafson.
Après avoir enseigné le piano en Caroline du Sud pendant 3 ans, il déménage au Kansas où il a obtenu un doctorat en composition de l'Université du Kansas, étudiant avec le compositeur d'harmonie James Barnes. Forrest étudie également avec Alice Parker, qu'il considère comme une influence majeure.
Dan Forrest enseigne la théorie musicale et la composition à l'Université du Kansas en tant qu'assistant diplômé de 2004 à 2007, et à l'Université Bob Jones de 2007 à 2012, où il a été président du département de théorie musicale et de composition. Il est maintenant coéditeur chez Beckenhorst Press, enseigne régulièrement des cours de composition et des masterclasses, et parle de composition, de création musicale, d'esthétique, d'édition musicale et de l'industrie de la musique dans des résidences d'artistes invités avec des universités et des chorales aux États-Unis et à l'étranger. Il est également artiste en résidence à la Mitchell Road Presbyterian Church ( PCA ), Greenville, SC.

### Vie personnelle
Forrest est marié et a trois enfants. Il est chrétien et considère son travail musical comme une "excroissance de sa foi".

## Analyse de l'œuvre
Les compositions de Forrest comprennent des œuvres chorales, instrumentales, orchestrales et d'harmonie. Sa musique figure dans les catalogues de nombreux éditeurs, principalement Beckenhorst Press (musique d'église) et Hinshaw Music (musique de concert), mais aussi Choristers Guild. En 2018, il a commencé à auto-éditer sa propre musique de concert The Music of Dan Forrest, qui est distribuée par Beckenhorst Press. Ses œuvres publiées se sont vendues à des millions d'exemplaires dans le monde.

## Style
Forrest est aussi à l'aise dans la musique de concert que dans la musique d'église, et il compose pour des ensembles dans tout le spectre de la musique chorale. Sa formation universitaire et son expérience avec des chœurs et des orchestres professionnels lui permettent d'écrire une musique complexe qui nécessite des interprètes sophistiqués, mais il écrit également de la musique accessible aux chœurs amateurs.  Il est connu pour son habileté à écrire des lignes mélodiques pour toutes les voix et tous les instruments, qu'il attribue à ses études avec Alice Parker et James Barnes.  Ses œuvres chorales sont connues pour leur sensibilité aux nuances, aux rythmes de la parole et aux significations plus profondes de leurs textes. De plus, ses compétences en tant que pianiste et sa formation et son expérience en instrumentation/orchestration se traduisent par des accompagnements connus pour leur écriture idiomatique et leur partition efficace, percutante et efficiente.

## Récompenses
- 2004 Fondation John Ness Beck , première place (avec le célèbre compositeur John Rutter prenant la deuxième place).  Sa composition gagnante était un arrangement choral de " Le roi de l'amour est mon berger."
- 2005 Concours de composition Raymond Brock de l' Association américaine des directeurs de chœur . Sa pièce gagnante, "Selah", a été créée à la convention ACDA en 2006.
- 2006 ASCAP Morton Gould Young Composers Award pour des mouvements sélectionnés de Words From Paradise , une œuvre étendue pour chœur a cappella . Il a reçu son prix au Lincoln Center .
- 2009 Fondation John Ness Beck, première place.
- Prix Raabe 2009, décerné à l'Association des musiciens de l'Église luthérienne par William et Nancy Raabe , pour son In Paradisum
- 2009 Concours international de composition pour harmonie Frank Ticheli , finaliste.
- De nombreux autres prix de concours de composition,  sociétés musicales (Forrest a été intronisé à la société musicale Delta Omicron en 2015), adhésions honoraires, etc.

### Reconnaissance mondiale
Les œuvres chorales de Forrest ont reçu le prix ASCAP Morton Gould Young Composer,  le prix ACDA Raymond Brock, une bourse Meet The Composer, le prix Cius de l'Université du Kansas,  le prix ALCM Raabe.  La musique de Forrest a été jouée dans des salles de premier plan à travers le monde, notamment au Carnegie Hall , au Lincoln Center , à NPR's Performance Today et aux BBC Proms. Une critique dans The Salt Lake Tribune fait référence à la "superbe écriture chorale" de Forrest et donne comme exemple son arrangement de The First Noel, qui, selon lui, était "plein de moments étourdissants". Forrest est l'un des rares compositeurs dont les œuvres ont été incluses à la fois dans Teaching Music Through Performance in Choir et Teaching Music Through Performance In Band. L'œuvre la plus connue de Forrest est peut-être Requiem for the Living (2013),  ayant reçu plusieurs centaines de représentations dans le monde entier. Ses autres œuvres majeures, Jubilate Deo (2016) et LUX : The Dawn From On High (2018) ont également été largement joué.

## Performances notables
- Le 11 février 2007, la musique de Forrest a été jouée pour la première fois au Carnegie Hall, avec la première mondiale de "Arise, Shine!"  Ses travaux sont maintenant exécutés de façon régulière.
- Le jour de Noël 2008, la radio publique nationale a présenté "Carol of Joy" de Forrest sur Performance Today .
- Le 24 mars 2013, le Requiem for the Living de Forrest a été créé en tant qu'œuvre commandée par la Hickory Choral Society, en l'honneur du 35e anniversaire de l'organisation.
- Au printemps 2016, Forrest's Jubilate Deo a été créé en tant qu'œuvre commandée par les Indianapolis Children's Choirs, en l'honneur du départ à la retraite du fondateur Henry Leck .
- En 2016, Forrest a été chargé par Duke University Chapel d'organiser "The Church's One Foundation" pour la réouverture de la chapelle après la réhabilitation de son plafond en calcaire et le remplacement de son toit.
- À l'automne 2017, Forrest's LUX: The Dawn From On High a été créé en tant qu'œuvre commandée par le Greenville Chorale and Symphony, dirigé par Bingham Vick, Jr.
- En septembre 2019, le réglage de Forrest de "And Can It Be?" a été joué le dernier soir de la série BBC Proms 2019, lors du concert Northern Ireland Proms in the Park.
- En octobre 2019, Bel Canto Company, Greensboro, Caroline du Nord, a créé le souffle de vie de Forrest .
- Parmi les autres premières commandées figurent Himenami (à Izumi Hall, Osaka)  et Non Nobis Domine (à la cathédrale de Salzbourg, juillet 2018).
- 14 Juin 2025, au pied de la cathédrale Saint-André sur la place Pey Berland, à Bordeaux, un orchestre symphonique et plus de 400 choristes interprétent Jubilate Deo de Dan Forrest sous la baguette d’Alexis Duffaure

## Œuvres
Le détail de son œuvre provient du site internet du compositeur.

### Compositions chorales

#### 2001
- Sun of My Soul

#### 2002
- Break Forth, O Joyful Heart

#### 2003
- In Thee Almighty King
- To Behold Thee

#### 2004
- The King of Love My Shepherd Is

#### 2005
- Be Thou My Vision
- look, Ye Saints !
- Nearer, Still Nearer
- Never A Brighter Star
- The Friendly Beasts
- The Fruit of the Spirit
- A Basque Lullaby
- Words from Paradis
  - Holy
  - Hallelujah
  - Selah
  - Hosanna
  - Amen

#### 2006
- Before the Throne of God Above
- Hosanna to the King
- Hymne of Mercy

#### 2007
- You Are the music
- De Profundis
- Carol of Joy
- Arise, Shine !
- Oread Farewell

#### 2008
- Here Is Love
- Good Shepherd
- Good Christian Men, Rejoice !
- A Cradle Carol
- Three Nocturnes, pour chœur et percussion
- Good Night, Dear Heart
- But By Love

#### 2009
- Where Go The Boats ?
- There Is Faint Music
- There Is A Fountain
- The First Noel
- How Firm A Foundation
- Beneath the Cross
- How Great Thou Art
- There Is Faint Music (SSA)
- Venite, Adoremus

#### 2010
- When I Survey
- The Shepherd's Carol
- O God Beyond All Praising
- Lord of the Small
- In Your Footsteps
- I Know That My Redeemer Lives
- in paradisum...

#### 2011
- The hands That First Held Mary's Child
- St. Patrick's Hymn
- Risen Today !
- Psalm 8 (Adonai, Adonenu)
- My Jesus, I Love Thee
- Holy, Mighty, Worthy !
- His Robes For Mine
- He Is Born !
- Emmanuel Shall Come
- Beautiful In His Time
- A Christmas Lullaby
- The Hands that First Held Mary's Child (SSA)
- The First Noel (SSA ou TTBB)
- Psalm 8 (Adonai, Adonenu) (SSAA)
- Lord of the Small (SSA)
- Children of the Heavenly Father
- Over Havet
- Amen (extrait de Words from Paradise) (TTBB - Double chœur)
- A Prayer Before Singing

#### 2012
- The Mystery of Years
- The Music of Living
- O Come All Ye Faithful
- Let Us Ever Walk With Jesus
- It Is Good To Give Thanks
- Entreat Me Not To Leave You
- A Covenant Prayer (a cappella)
- Cry No More
- Arise, My Soul, Arise (SSA)
- An Offering
- A Covenant Prayer (SSAA)
- Two Colonial Folksongs: I. The Nightingale
- Two Colonial Folksongs: II. The Girl I Left Behind Me

#### 2013
- Requiem for the Living
- Windsong (SSAA)
- What Strangers Are These ? (SSA)
- Windsong
- I Know That My Redeemer Lives (SSAA)
- What Strangers Are These ?
- What God Ordains is Always Good
- Nearer, My God, to Thee
- Holy, Holy, Holy
- The Music of Living (TTBB)
- The Hand's That First Held Mary's Child (TTBB)
- I Know That My Redeemer Lives (TTBB)
- Forever King ! (TTBB)
- God of Grace and God of Glory
- Forever King !
- Eternal Father, Strong To Save
- Dance of Exultation
- Blessed is the Lord (Benedictus)
- Lead, Kindly Light
- A Bronze Triptych
- Long, Long, Ago

#### 2014
- How Firm a Foundation (TTBB)
- There is Faint Music (TTBB)
- Hosanna (extrait de Words from Paradise) (TTBB)
- Lightly Stepped A Yellow Star (extrait de Three Nocturnes)
- Jesus, Lord, We Look To Thee
- Hymn of Creation
- Hail the Day that Sees Him Rise
- Forsaken
- Festoval Forst Nowell
- Cantate Canticum Novum
- Angels from the Realms of Glory
- And Can It Be ?
- Verbum Caro Factum Est
- The Work of Christmas
- Himenami (The Divine Wave)
- Who Can Sail Without the Wind ?
- How Great Thou Art (TTBB ou SSAA)

#### 2015
- Skip to My Lou
- O Come, All Ye Faithful (SSAA ou TTBB)
- Good Night, Dear Heart (SSAA ou TTBB)
- Be Thou My Vision (SSA ou TTB)
- When I Can Read My Title Clear
- We Believe
- The Shepherd's Lamb
- Hark ! The Herald Angels Sing
- Good Night Dear Heart
- Endless Mercies
- Christmas Joy ! (SSA)
- Te Deum
- Psalm of Ascension
- Entreat Me Not to Leave You (TTBB)
- Angels from the Realms of Glory (TTBB ou SSAA)
- And Can It Be ? (TTBB ou SSAA)
- Be Thou My Vision - 2e partie

#### 2016
- Jubilate Deo
- Anthems of Love
- And Can It Be ? (a cappella)
- A Mighty Fortress (SATB ou TTBB ou SSAA)
- Abide
- See Amid The Winter's Snow (SATB)
- To the Lamb on the Throne
- God of the Deep
- Ban, Ban, Caliban (SSAA)
- Alway Something Sings (SATB ou SSA)

#### 2017
- LUX
- O Little Town Of Bethlehem
- The Church's One Foundation
- Hark ! The Herald Angels Sing (SSAA ou TTBB)

#### 2018
- The Shanty Boys
- I thank You God for most this amazing day
- Non Nobis, Domine
- Gloria in Excelsis (extrait de LUX)
- The Huron Carol
- See Amid the Winter's Snow (TTBB ou SSAA)

#### 2019
- Rejoice, The Lord is King ! (SATB ou TTBB ou SSAA)
- Come To Me (TTBB ou SSAA)
- Gloria in Excelsis (extrait de LUX) (SSAA ou TTBB)
- Boxes (SSAA ou SATB)
- Silent Night
- Is He Worthy ?
- The Sun Never Says
- Come to Me
- Song of the Wanderer

#### 2020
- Shalom (SATB ou TBB ou SSA)
- Fermata
- I Lift My Eyes (Psalm 121)
- Small But Mighty (SAB Collection)
- Silent Night (SSAA ou TTBB)
- The Work of Christmas (SSAA ou TTBB)
- My Country, 'Tis of Thee

#### 2021
- The breath of life
- The Sun Never Says (SSAA)
- While Shepherds Watched Their Flocks
- Let the Stable Stille Astonish
- Praise To the Lord, The Almighty
- Light Beyond Shadow
- Crown Him !
- This is the Day

#### 2022
- Ubi Caritas (SSAA ou SATB)
- Joy to the World

### Musique instrumentale

#### Piano
- 2013 : Illuminations
- In Remembrance of Me
- Prepare Him Room
- My Father's World
- Fairest Lord Jesus
- Crown Him Lord of All
- Immortal, Invisible
- Easy Seasonal Piano Solos (Book 1)
- Easy Seasonal Piano Solos (Book 2) : Laud and Honor

#### Orgue
- Music for Worship

#### Musique de chambre
- 2003 : Sonate pour violon et piano
- 2005 : Sonate pour trombone et piano

#### Ensemble de vents
- A Basque Lullaby (2009)
- Grafenburg Variations (2009)
- Good Night, Deart Heart (2015)
- My Country, 'Tis of Thee (2020)